# Le Tonneau des danaïdes
Le Tonneau des danaïdes je francouzský němý film z roku 1900. Režisérem je Georges Méliès (1861–1938). Film trvá zhruba jednu minutu.

## Děj
Film zachycuje muže, jak s pomocí kamerových triků naplní jeden sud osmi Danaovny. Když do něj všechny vejdou, muž ukáže, že je sud vlastně prázdný a odejde z místnosti. Na závěr se objeví v sudu, zamává a skrčí se do něj.